# 1910年5月24日月食
1910年5月24日月食为一次在协调世界时1910年5月24日出現的月全食。該次月食半影食分為2.189、全影食分為1.100。偏食維持了108分，全食維持25分。

## 概述
這次月食的食分是16.00，偏食維持了108分，全食維持25分。

## 基本參數
- 類型：月全食
- 食甚資料：
  - 日期：1910年5月24日
  - 時間：5:34
  - 月球位置：赤經16.00度、赤緯-20.9度
  - 食分：半影食分：2.189、全影食分：1.100
  - 持續時間：偏食108分、全食25分

## 外部連結
- NASA月食專頁（页面存档备份，存于）（英文）